# Arcángel (cantaor)
Francisco José Arcángel Ramos (Alosno, Huelva, España; 25 de marzo de 1977), artísticamente Arcángel, es un cantaor de flamenco español.

## Trayectoria artística
Se inicia en el cante en 1987, pero hasta 1998 no empieza a ser reconocido, primero en el ciclo de El Monte y más tarde en la X Bienal de Flamenco de Sevilla, donde público y crítica elogian su voz en los espectáculos De Cádiz a Cuba, de Mario Maya; Abanaó, de Juan Carlos Romero; Seis movimientos de baile flamenco, de Pepa Montes y Ricardo Miño, Sansueña, de José Joaquín, y Compadres, de Manolo Franco y del Niño de Pura. Desde ese momento, Arcángel canta para bailar a figuras como Javier Barón y Eva Yerbabuena, o colaborando con el guitarrista Vicente Amigo, destacando de nuevo en la Bienal de Flamenco de Sevilla en los espectáculos 5 mujeres 5 (2000) de Eva Yerbabuena, en Flamenco (2001) junto a Segundo Falcón y la Orquesta Chekkara de Tetuán, y más tarde en Galvánicas (2002), de Israel Galván. Sus primeras grabaciones aparecen en los discos colectivos Solo compás (1998), en la Historia Antológica del Fandango de Huelva (1999) y en Territorio flamenco (2003), hasta que lleva su primer disco propio, de título Arcángel (2001), con el que gana el Premio Andalucía Joven 2002 o el Premio Nacional Flamenco Activo de Úbeda, sino que su actuación en el Palenque, en la Bienal de Flamenco de Sevilla de 2002, recibe el premio Giraldillo al mejor intérprete de cante, y, días después, la Venencia Flamenca, de Los Palacios y Villafranca.
En 2004 y junto al compositor y guitarrista Juan Carlos Romero, edita su segundo disco de título La calle perdía, que recibe elogiosas críticas. En 2006, sale al mercado su tercera producción discográfica con el título de Ropavieja y en 2008 pasea por los escenarios su homenaje a Manolo Caracol en un espectáculo titulado Zambra 5.1.
En 2012 recibe junto a Fahmi Alqhai el Giraldillo a la Mejor Música de la Bienal de Flamenco de Sevilla por el espectáculo Las idas y las vueltas. En 2015 publica su disco "Tablao". En febrero de 2017 fue galardonado con la Medalla de Andalucía. y en 2018 la Medalla de Oro de la Provincia de Huelva.
En marzo de 2023 publica su disco Hereje, que cuenta con composiciones de artistas como Juanes, Andrés Calamaro, Vetusta Morla, Leiva, Vanesa Martín, Tanxugueiras o Rozalén.

## Discografía
- Arcángel (2001)
- La calle perdía (2004)
- Ropavieja (2006)
- Quijote de los sueños (2011)
- Tablao (2015)
- Al este del cante. Con el Coro de Nuevas Voces Búlgaras & Georgi Petkov (2018)
- Hereje (2023)